# Georges Bordonove
Georges Bordonove, (Enghien-les-Bains (Seine-et-Oise), 25 de maig de 1920 - Antony (Hauts-de-Seine), 16 de març de 2007) va ser un escriptor francès, autor de nombroses obres d'història popular per al públic en general.

## Biografia
Va rebre diversos premis literaris, com els de l'Acadèmia Francesa per la novel·la Les Quatre Cavaliers i per l'estudi històric Les Marins de l'an II. Va ser membre del Comitè de Suport a l'associació L'Unité capétienne.
Bordonove va ser un escriptor prolífic que va donar el públic en general novel·les històriques i narratives històriques. Biografies, com les dels reis de França, que es caracteritzen per capítols curts i densos, rics en detalls, incloent l'acumulació de noms que poden ser confusos i de vegades diàlegs en francès antic (amb traduccions), però amb evident simpatia per al subjecte, el desig de donar una imatge completa de la seva vida i pensament, juntament amb un humor astut.
Està enterrat al cementiri de Le Château-d'Oléron, a l'illa d'Oléron.

## Obres

### Història de França
- Col·lecció «Les Grandes Heures de l'Histoire de France»:
  - Les Croisades et le royaume de Jérusalem, 1992
  - La Tragédie cathare, 1991
  - La Tragédie des Templiers, 1993
  - Jeanne d'Arc et la Guerre de Cent Ans, 1994
  - Richelieu tel qu'en lui-même, 1997
  - Mazarin, le pouvoir et l'argent, 1996
  - Talleyrand, prince des diplomates, 1999
  - Napoléon, 1978
  - Napoléon III, 1998

- Col·lecció «Les Rois qui ont fait la France»:
  - sèrie «Les Précurseurs»
    - Clovis et les Mérovingiens, 1988
    - Charlemagne, empereur et roi, 1989

  - sèrie «Les Capétiens»
    - Hugues Capet, le fondateur, 1986
    - Philippe Auguste, le conquérant, 1983
    - Saint Louis, roi éternel, 1984
    - Philippe le Bel, roi de fer, 1984

  - sèrie «Les Valois»
    - Jean le Bon et son temps, 1980 (reeditada el 2000, amb el títol Jean II, le Bon)
    - Charles V le Sage, 1985
    - Charles VII le Victorieux, 1985
    - Louis XI, le diplomate, 1986
    - Louis XII, le père du peuple, 2000
    - François Ier, le Roi-Chevalier, 1987
    - Henri II, roi gentilhomme, 1987
    - Charles IX, Hamlet couronné, 2002
    - Henri III, roi de France et de Pologne, 1988

  - sèrie «Les Bourbons»
    - Henri IV, le Grand, 1981
    - Louis XIII, le Juste, 1981
    - Louis XIV, Roi-Soleil, 1982
    - Louis XV, le Bien-Aimé, 1982
    - Louis XVI, le Roi-Martyr, 1983
    - Louis XVII et l'énigme du Temple, 1995
    - Louis XVIII, le Désiré, 1989
    - Charles X, dernier roi de France et de Navarre, 1990
    - Louis-Philippe, roi des Français, 1990

### Altres obres històriques
- Vercingetòrix, 1959 (reedicions 1978 i 1997)
- Gilles de Rais, 1961 (reedició col. « Bibliothèque infernale », 2001)
- Les Templiers, 1963 (reedició 1977)
- La Guerre de Vendée, 1964
- Les Rois fous de Bavière, 1964
- Le Roman du Mont Saint-Michel, douze siècles de foi, d'art et d'histoire, 1966
- Prestiges de la Vendée, col. « Histoire et terroirs », 1968
- La Guerre de Six Cents Ans, 1971
- Mandrin, 1971
- Histoire du Poitou, 1973
- Le Naufrage de « La Méduse », col. « Les Ombres de l'histoire », 1973
- Les Marins de l'an II, 1974
- Grands mystères et drames de la mer, 1975
- Foucquet, coupable ou victime ?, 1976 (diverses reedicions)
- Jacques Cœur et son temps, 1977
- Histoire secrète de Paris, 1980. 2 volums.
- Emile Mangenot (1910-1991), 1991
- col. « La Vie quotidienne »
- La Vie quotidienne en Vendée pendant la Révolution, 1974
- La Vie quotidienne des Templiers au XIII siècle, 1975
- La Vie quotidienne de Napoléon en route vers Sainte-Hélène, 1977

### Assaig
- Henry de Montherlant, assaig seguit de textos escollits i d'un fragment de Port-Royal d'Henry de Montherlant, col. « Classiques du XX siècle », 1954
- Molière génial et familier, 1967 (reedició 2003, sota el títol de Molière)
- Molière, obra en col·laboració, 1976

### Novel·la
- La Caste, 1952 (reedició en llibre de butxaca, 1993) — Forma amb Les Armes à la main i Chien de feu un tríptic que narra la vida de la família de Chablun als segles xviii i xix a la seva propietat de Puy-Chablun.
- Pavane pour un enfant, 1953 (reedició 1996])
- Les Armes à la main, 1955 (reedició col. « Les Dames du lac », 1993)
- Le Bûcher, 1957 (reedició, 1990)
- Deux cents chevaux dorés, 1958 (reedició, 1992) - Premi dels Llibreters 1959
- L'Enterrement du comte d'Orgaz, 1959 (reedició, 1999, amb el títol L'Infante de Tolède : l'Enterrement du comte d'Orgaz)
- Les Tentations, 1960
- Requiem pour Gilles, 1961
- Les Quatre cavaliers, 1962
- Chien de feu, 1963 (diverses reedicions amb el títol Le vieil homme et le loup, 1985 i 2011) Premi Bretanya 1963
- Les Atlantes, 1965 (reedició en llibre de butxaca, 1972)
- Les Lances de Jérusalem, 1966 (reedició 1994)
- La Toccata, 1968
- Guillaume le Conquérant, 1970, col. « Plein vent »
- Le Chevalier du Landreau, 1970
- Le Dernier Chouan, 1976 (reedició 2000)
- Les Survivants de l'Atlantide, 1995

### Altres obres
- Mémories de chat, 2002

## Distincions
- Oficial de la Legió d'Honor.
- Llorejat per l'Acadèmia Francesa.
- Premi Goncourt de narració històrica[nt 3]
- Premi dels Llibreters, 1959[nt 4]
- Premi Bretanya 1963[nt 5]